# Josef Vítek (politik)
Josef Vítek (22. července 1899 – 8. června 1984) byl český a československý politik Komunistické strany Československa a poslanec Ústavodárného Národního shromáždění.

## Biografie
Působil jako úředník pojišťovny české. V roce 1946 se uvádí jako strojní topič ČSD, účastník domácího odboje, bytem Děčín.
VIII. sjezd KSČ ho zvolil členem Ústřední revizní komise KSČ. Ve funkci ho potvrdil IX. sjezd KSČ, X. sjezd KSČ a XI. sjezd KSČ. V parlamentních volbách v roce 1946 byl zvolen poslancem Ústavodárného Národního shromáždění za KSČ. V parlamentu setrval do konce funkčního období, tedy do voleb do Národního shromáždění roku 1948.